# Erophiloscia recurvata
Erophiloscia recurvata là một loài chân đều trong họ Philosciidae. Loài này được Leistikow miêu tả khoa học năm 2001.